# 跑马滩水库
跑马滩水库是中国四川省遂宁市安居区东禅镇境内的一座水库，位于安居河支流蟠龙河上，建于1985年。水库正常库容为950万立方米，集雨面积为99平方千米，海拔为295.5米。